# Naučná stezka Perucko
Naučná stezka Perucko se nachází na katastru městyse Peruc. Je zaměřena na poznání historických a přírodovědeckých zajímavostí na Peruci a jejím okolí. Měří 12,4 km a má dvacet zastávek. V nejvyšší nadmořské výšce 348 m se nachází východiště a zároveň zakončení stezky u nákupního střediska, nejnižší bod 209 m je u panelu č. 10. Největší, devítiprocentní stoupání má stezka mezi Boženinou studánkou a Oldřichovým dubem. S výjimkou trasy po městysi vede v zalesněném terénu po zpevněných cestách. V seznamu tras KČT má číslo 9398.

## Historie a trasa

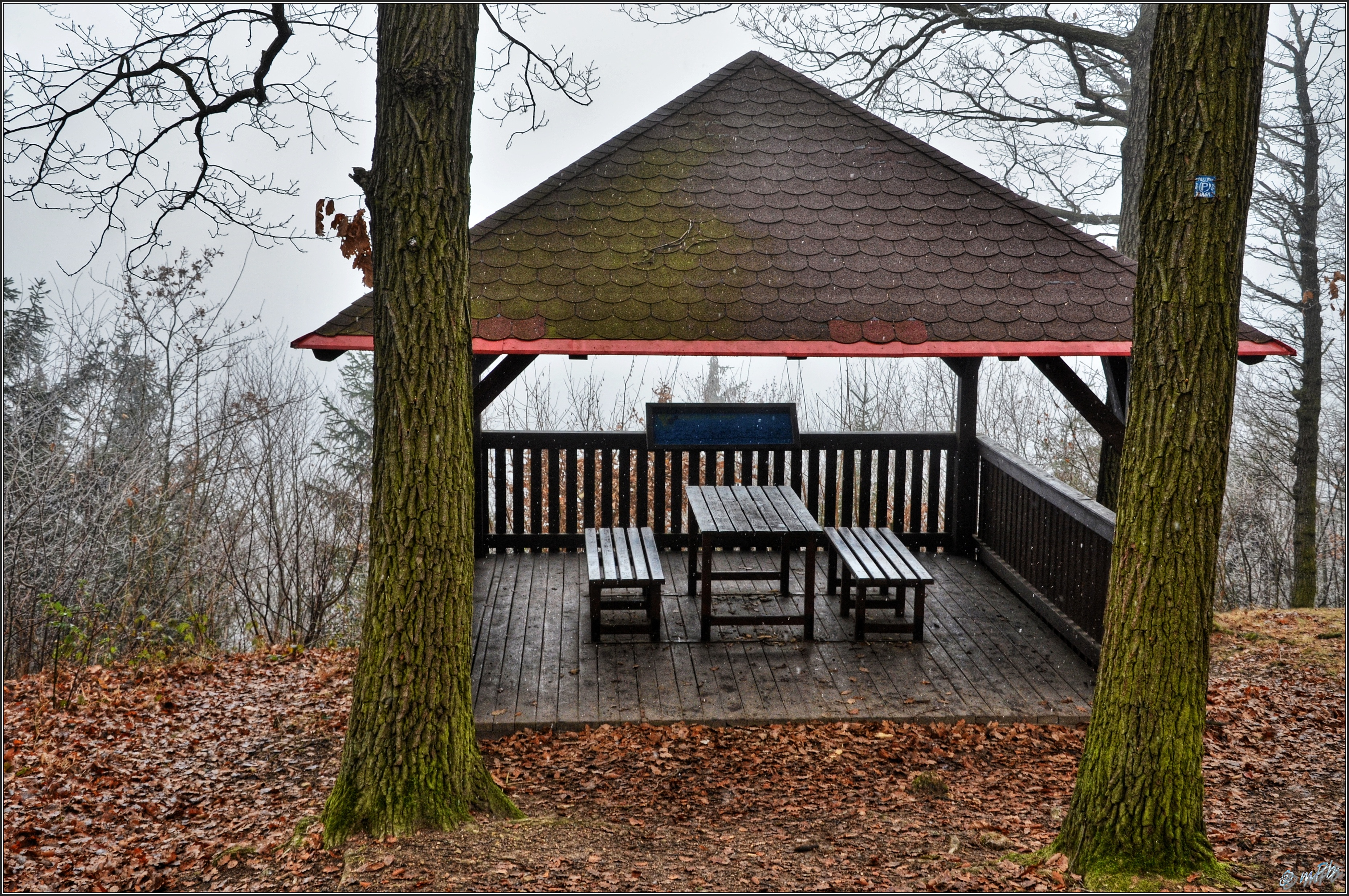
Altánek na Krásné vyhlídce

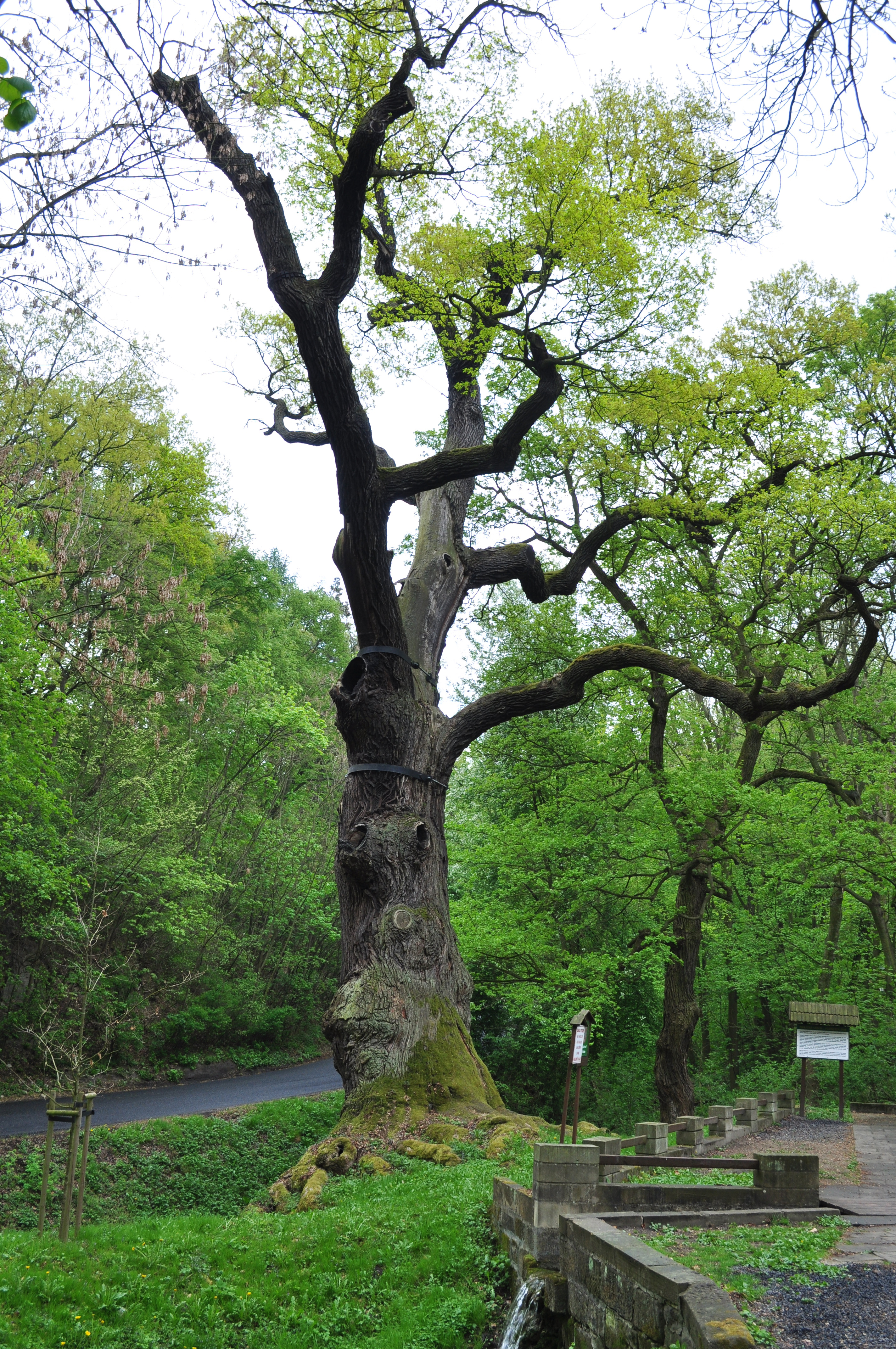
Oldřichův dub

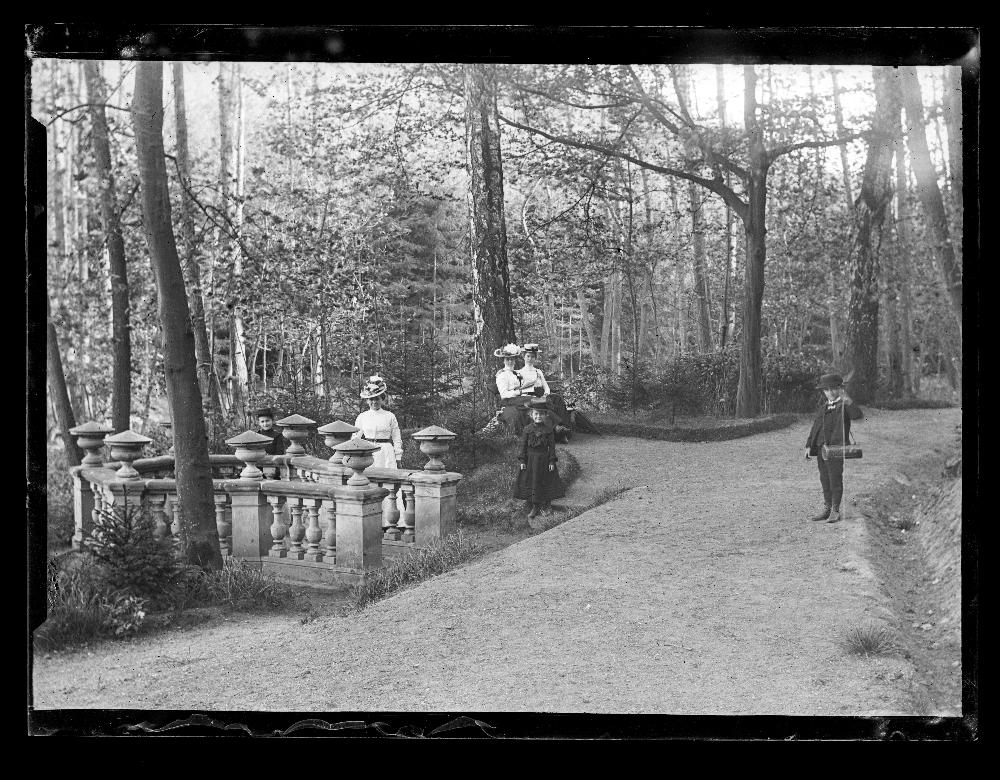
Karel Goszler: Studánka v údolí Débeřského potoka v tzv. Lázních na Peruci, asi 1910

Stezka vznikala v letech 2010 až 2011, její slavnostní otevření proběhlo 24. dubna 2011. Trasu stezky a tematické náplně zastávek navrhl ing. Zdeněk Plachý, texty zpracovala Helena Halamová, pracovnice úřadu městyse. Zřizovatelem stezky byl úřad Městyse Peruc.
Od východiště v centru městyse vede trasa přes náměstí s kostelem sv. Petra a Pavla a zámkem do zámeckého parku s Muzeem české vesnice. Dále je vedena okolo Boženiny studánky k Oldřichovu dubu. Po odbočení ze silnice vede cesta ke Krásné vyhlídce a dále k osadě Chrastín. Svah po levé straně cesty vymezuje hranice přírodní památky V hlubokém. Cesta dále pokračuje ke Stradonickému rybníku a podél Débeřského potoka dojde k bývalým železitým lázním, z nichž se dochoval pramen s novodobou výzdobou a pomník knížete Františka Thuna. Okolo Hořejšího a Dolejšího mlýna vede trasa k osadě Débeř a Débeřskému mlýnu, odkud se cesta stáčí zpět na Peruc. Úvodní část trasy až na Chrastín je vedena po modrém turistickém značení, úsek z Débeře do Peruce je shodný s červeným turistickým značením.

## Seznam naučných tabulí
1. Nákupní středisko – základní informace;
2. Náměstí Emila Filly, historie městyse, hlavní památky;
3. Historie a architektura zámku;
4. Zámecká zahrada, Muzeum české vesnice;
5. Boženina studánka, bývalý pivovar;
6. Oldřichův dub;
7. Botanika a zoologie Perucka;
8. Krásná (Čechova) vyhlídka, panorama Českého středohoří;
9. Historie osady Chrastín;
10. Historie Stradonic, štola Stradonice;
11. Stradonický rybník
12. Přírodní památka V hlubokém;
13. Produktovody v Débeřském údolí;
14. Macův důl: lázně, studánka, Thunův pomník;
15. Koupaliště a Mlýnský rybník;
16. Bývalý cukrovar;
17. Hořejší mlýn, kamenolom, Dlouhá louka;
18. Débeř – osada;
19. Perucký vodovod, Débeřský potok;
20. Les Makala.

## Galerie

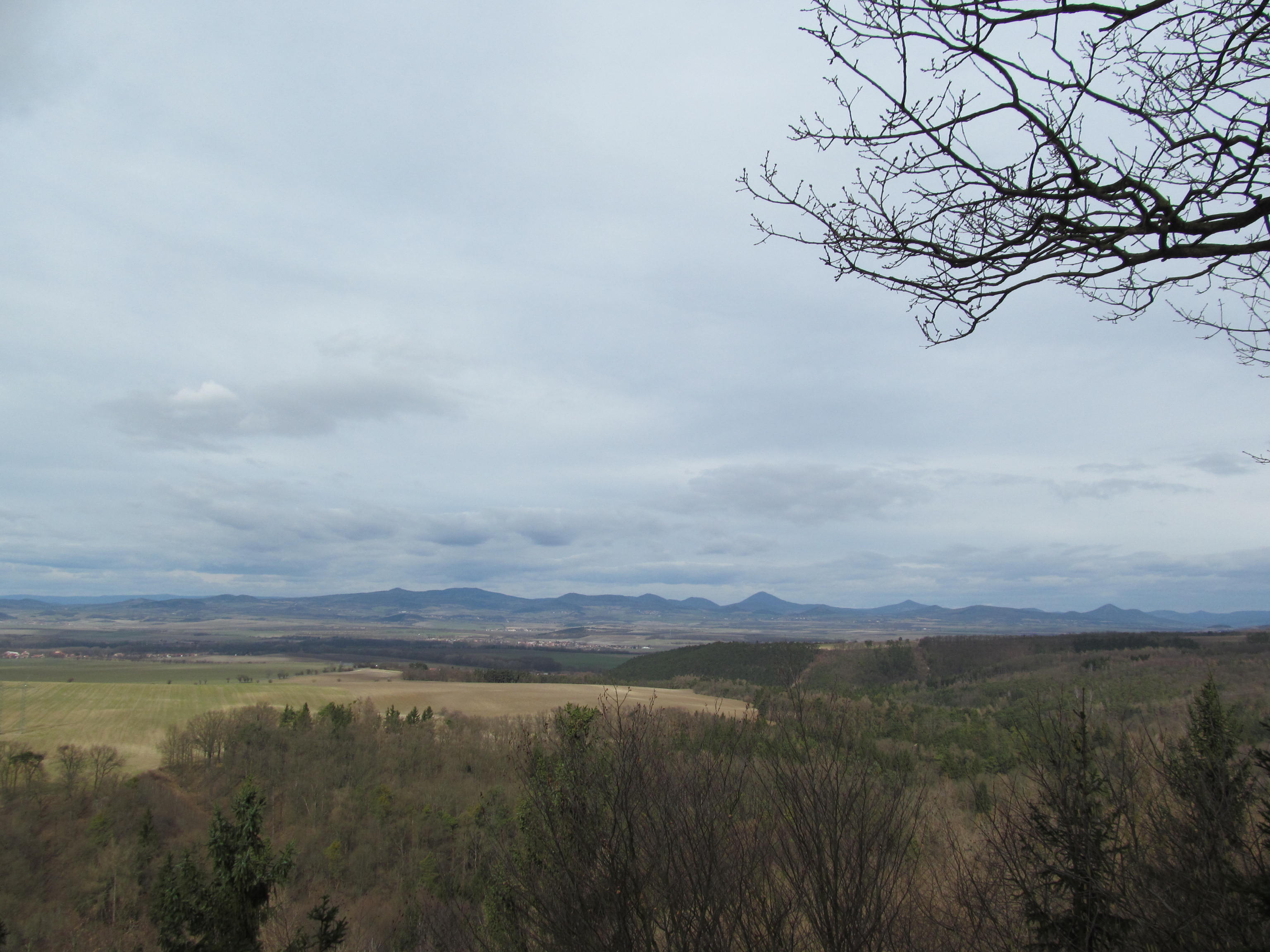
Pohled z Krásné vyhlídky
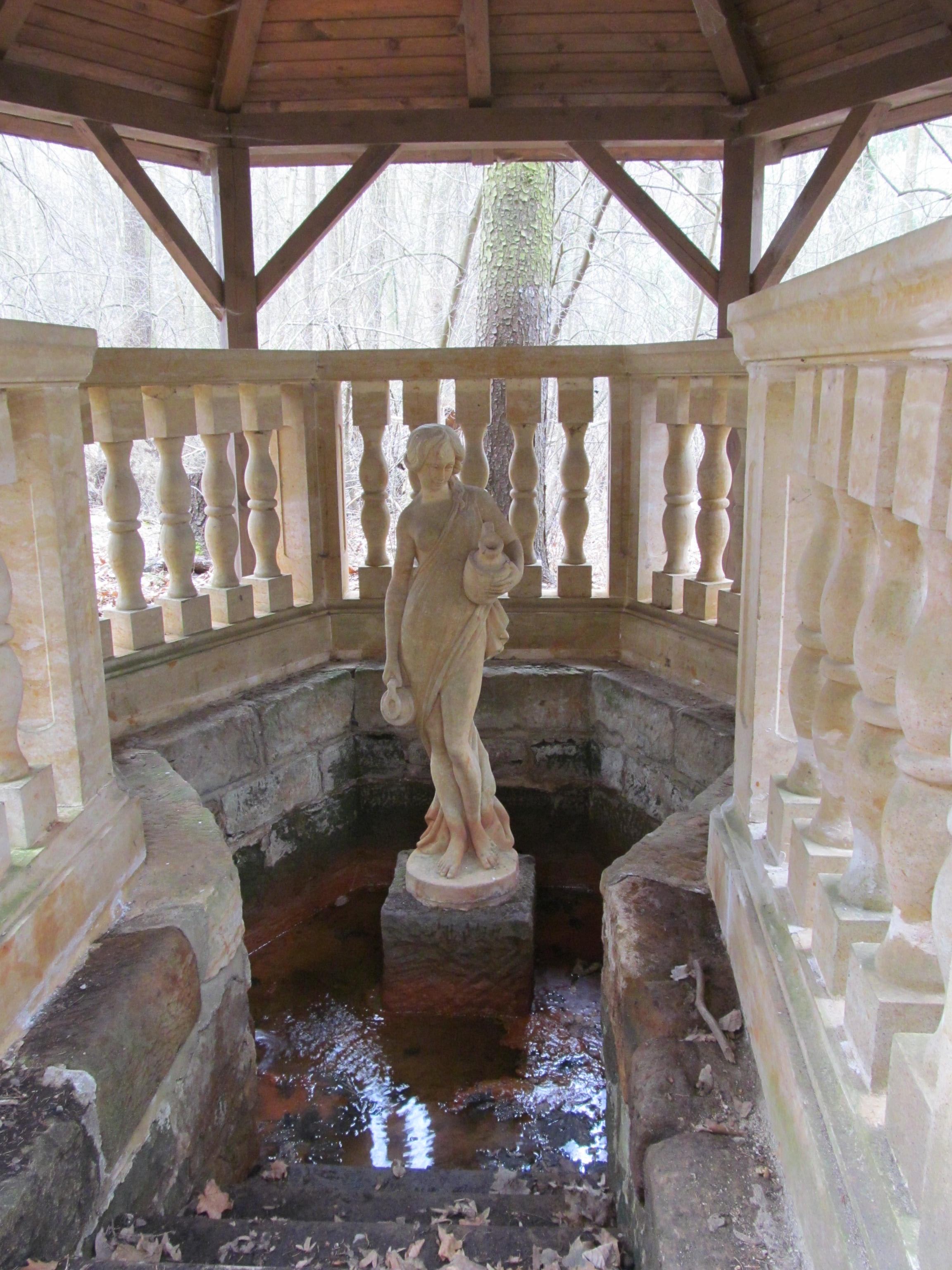
Železitý pramen s najádou v bývalých lázních
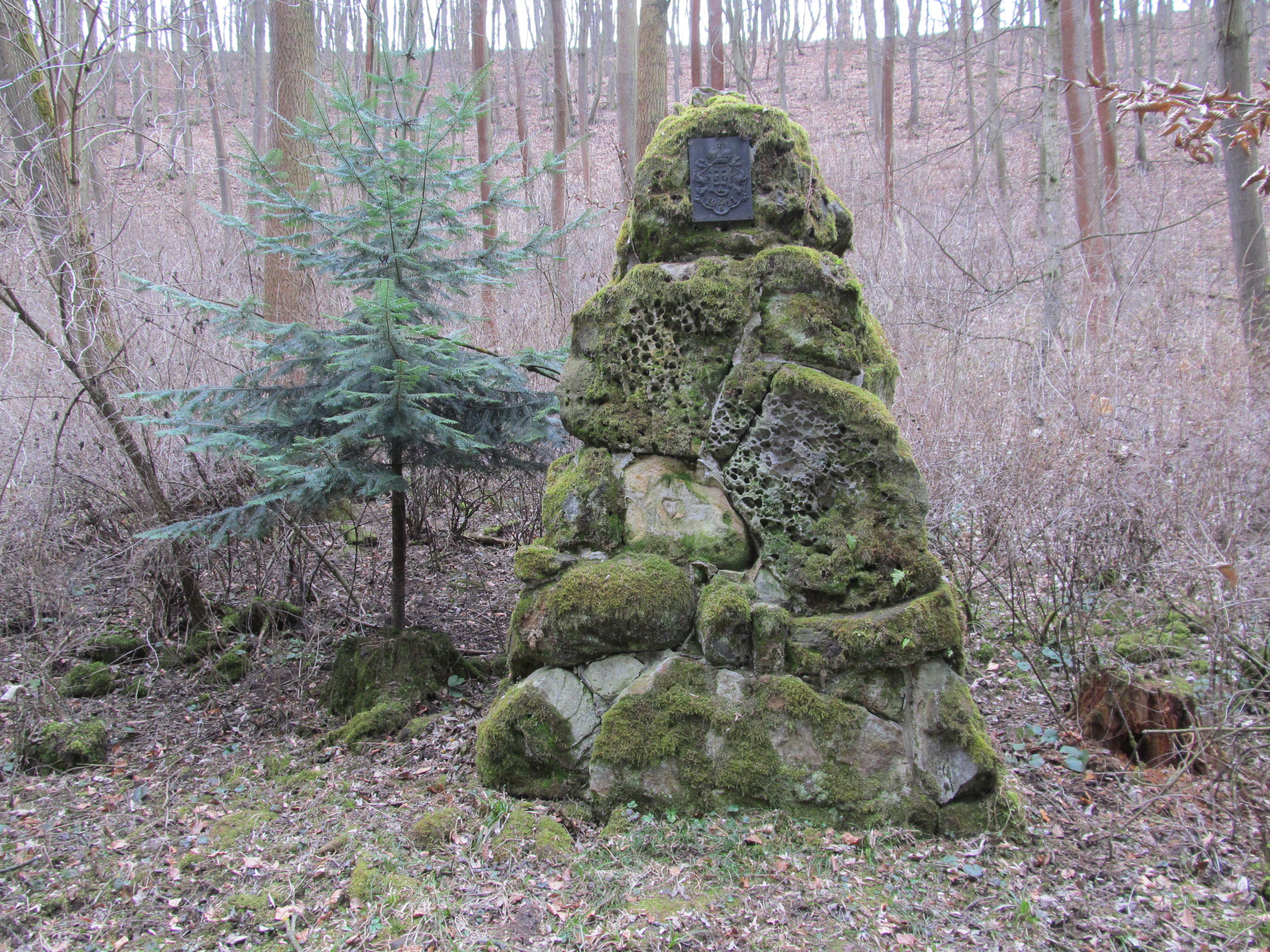
Pomník Františka Thuna u bývalých lázní
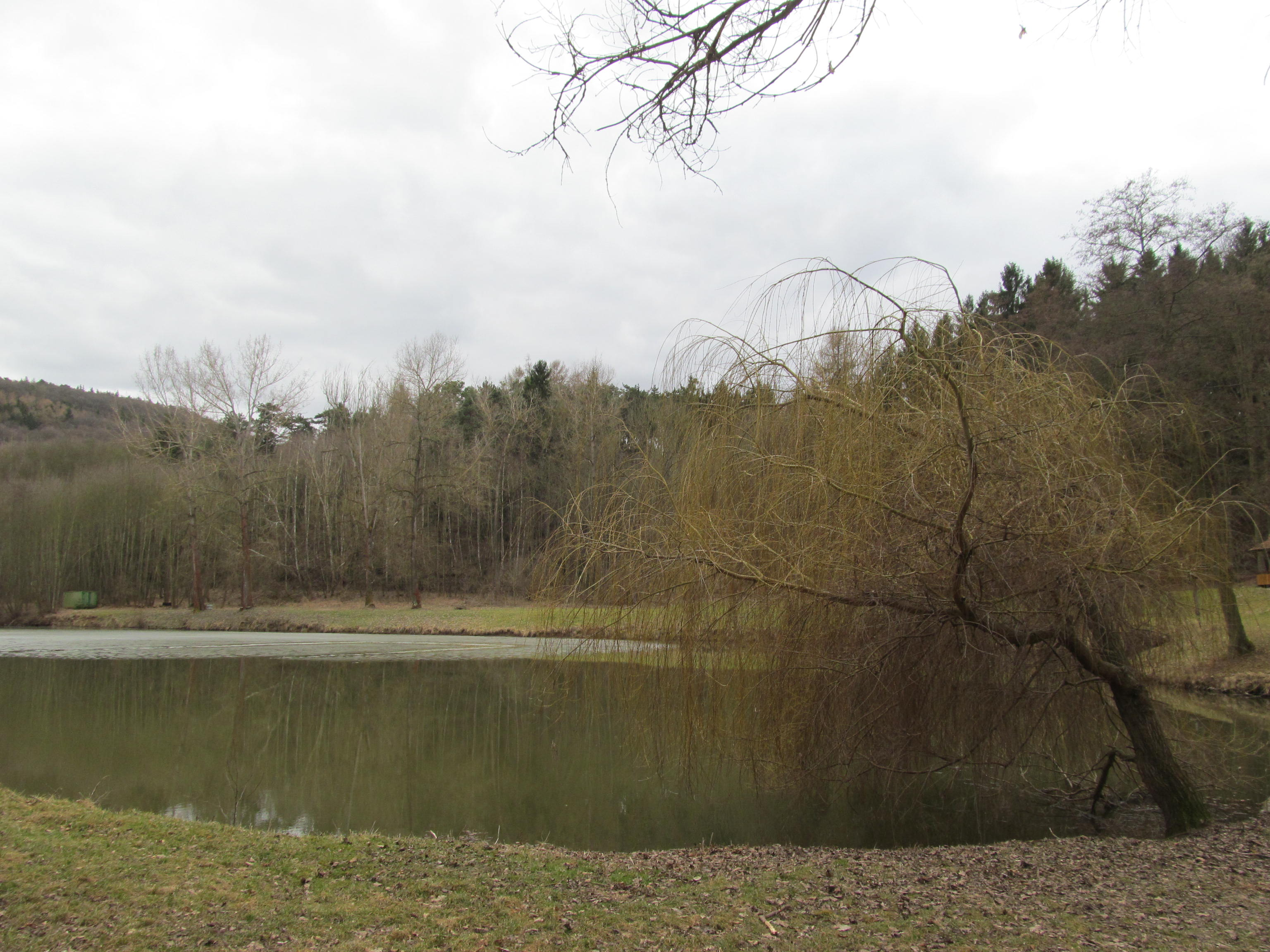
Stradonický rybník